# IIFA Award/Bester Debütant
Die Gewinner des IIFA Award for Star Debut of the Year – Male waren:
| Jahr | Darsteller         | Film                     | Deutscher Titel                                    |
| ---- | ------------------ | ------------------------ | -------------------------------------------------- |
| 2001 | Hrithik Roshan     | Kaho Naa ... Pyaar Hai   | Kaho Naa ... Pyaar Hai – Liebe aus heiterem Himmel |
| 2002 | Arjun Rampal       | Pyaar Ishq Aur Mohabbat  | —                                                  |
| 2003 | John Abraham       | Jism                     | —                                                  |
| 2004 | Shahid Kapoor      | Ishq Vishk               | Ishq Vishk                                         |
| 2005 |                    |                          |                                                    |
| 2006 | Shiney Ahuja       | Hazaaron Khwaishein Aisi | —                                                  |
| 2007 | Upen Patel         | 36 China Town            | 36 China Town                                      |
| 2008 | Ranbir Kapoor      | Saawariya                | Saawariya                                          |
| 2009 | Farhan Akhtar      | Rock On!!                | —                                                  |
| 2010 | Jackky Bhagnani    | Kal Kissne Dekha         | —                                                  |
| 2010 | Omi Vaidya         | 3 Idiots                 | 3 Idiots                                           |
| 2011 | Ranveer Singh      | Band Baaja Baaraat       | Die Hochzeitsplaner – Band Baaja Baaraat           |
| 2012 | Vidyut Jammwal     | Force                    | —                                                  |
| 2013 | Ayushmann Khurrana | Vicky Donor              | —                                                  |
| 2014 | Dhanush            | Raanjhanaa               | —                                                  |
| 2015 | Tiger Shroff       | Heropanti                | —                                                  |
| 2016 | Vicky Kaushal      | Masaan                   | —                                                  |
| 2017 | Diljit Dosanjh     | Udta Punjab              | —                                                  |
| 2018 |                    |                          |                                                    |
| 2019 | Ishaan Khatter     | Dhadak                   | —                                                  |